# Xhoaphryx lemeei
Xhoaphryx lemeei är en fjärilsart som beskrevs av Pierre E.L. Viette 1953. Xhoaphryx lemeei ingår i släktet Xhoaphryx och familjen rotfjärilar. Inga underarter finns listade i Catalogue of Life.